# Stadshuset, Hjo
Stadshuset är en byggnad i Hjo. Det ligger på sydvästra sidan av Stora Torget. Stadshuset ritades av Birger Jonson i klassisistisk och funktionalistisk stil och invigdes 1938. 
I vestibulen finns muralmålningar med motiv från Hjo av Hugo Borgström, som illustrerar hantverks- och jordbruksnäring samt handel och sjöfart. På södra väggen avbildas bland annat kruk- och kakelugnsmakaren Lorentz Bergman (1864-1952), som också var skald och redaktör för Hjo Tidning. På norra väggen är mannen som lagar fisknät identifierad som Hjalmar Karlsson, som en tid bodde vid Sandtorget och därefter i nykterhetsordenshuset Guldkrokens Ros vid Skolgatan..
Stadshuset ingår i en enhetlig husrad med tre hus intill varandra utmed västra sidan av Stora Torget, med Stadshuset i mitten. Omedelbart norr om Stadshuset ligger det tidigare uppförda Sparbankshuset från 1931, också ritat av Birger Jonsson. På södra sidan av Stadshuset ligger en tillbyggnad från 1953 i anslutande stil, ritad av FA Neuendorf & Son Arkitektkontor i Skövde.
Portiken i kalksten kröns av Hjo stads vapen i brun jämtlandskalksten från AB Gusta Stenförädlingsverk i Brunflo. Skulpturen är skapad av Ansgar Almquist och utförd av Artur Sandins Skulptur och Stenhuggeri i Stockholm.